# Ancistrophora mikii
Ancistrophora mikii là một loài ruồi trong họ Tachinidae.